# 12 chicchi d'uva

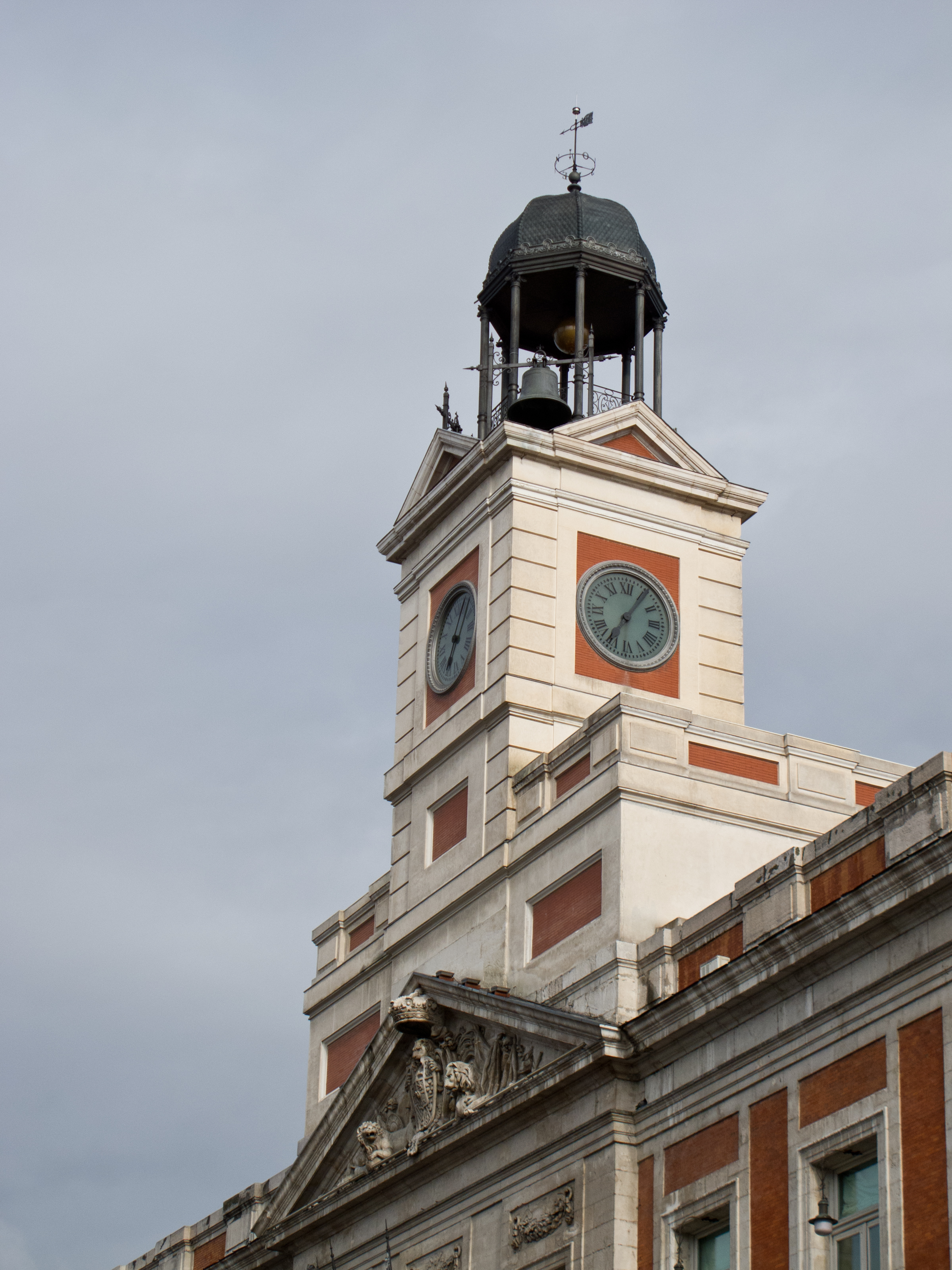
Torre dell'orologio della Casa Reale delle Poste a Puerta del Sol, Madrid

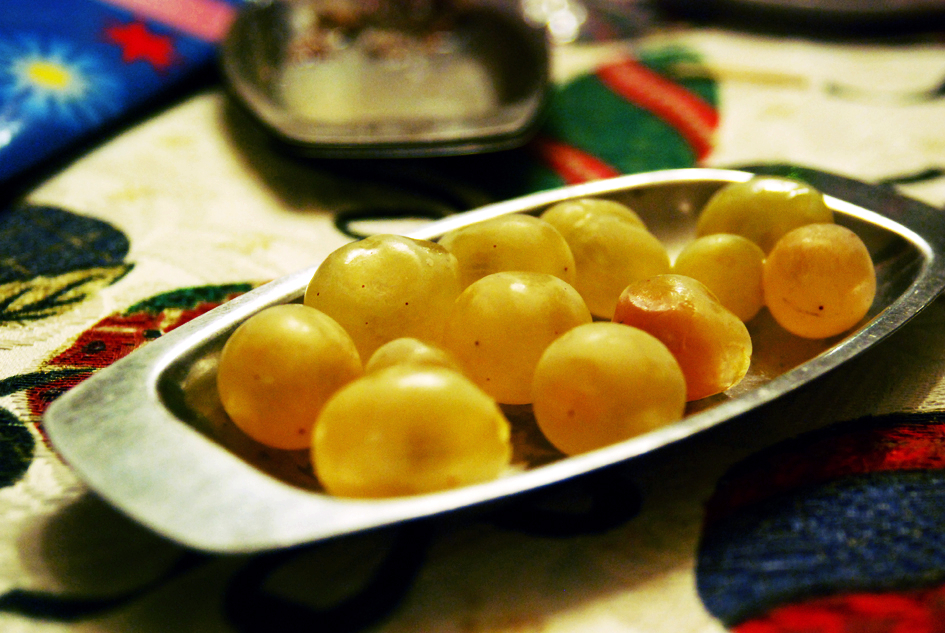
I 12 chicchi d'uva

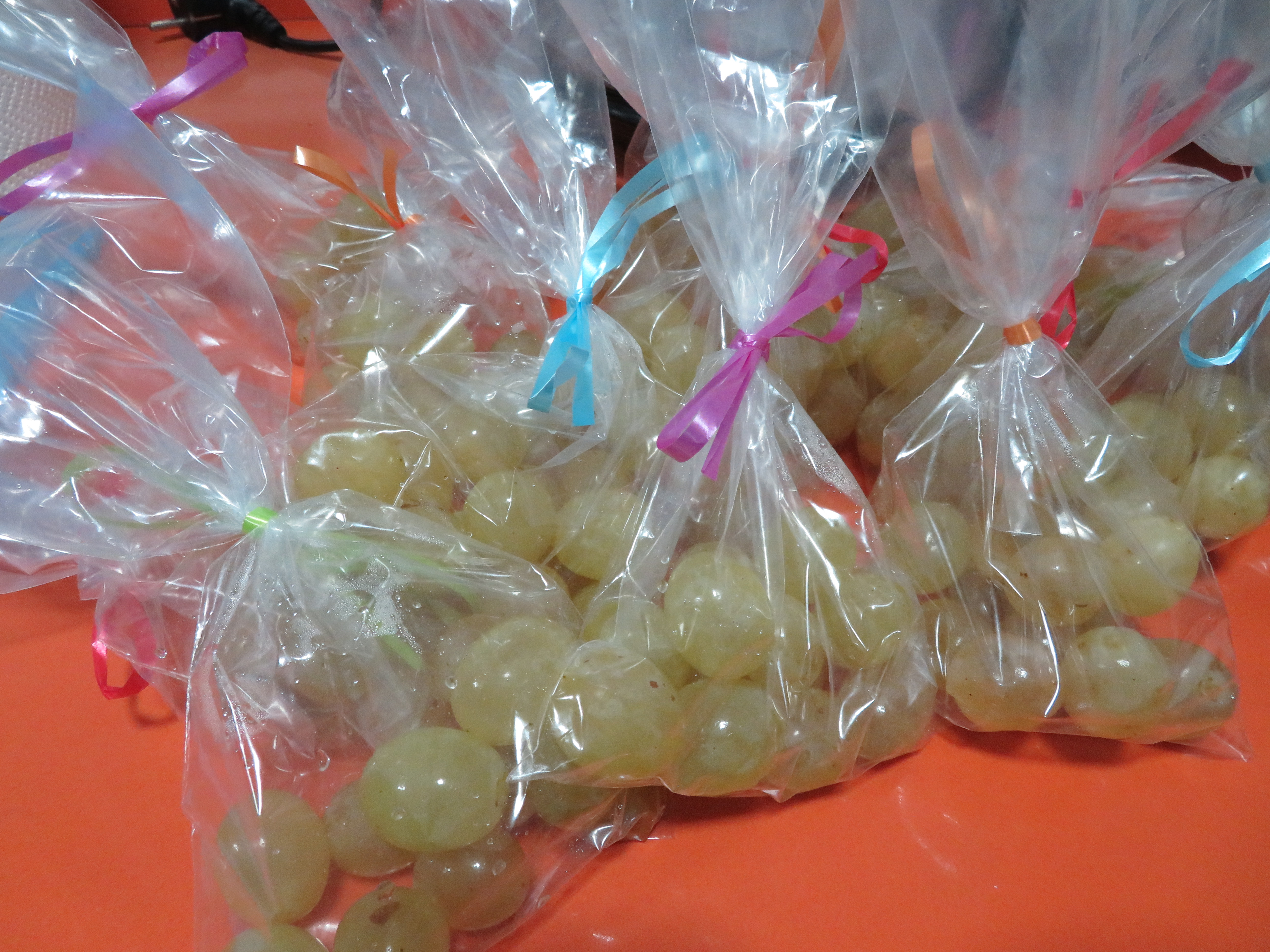
12 chicchi d'uva

Quella dei 12 chicchi d'uva (in spagnolo las doce uvas de la suerte; lett. "i dodici chicchi della fortuna") è una tradizione Spagnola che consiste nel mangiare un singolo chicco d'uva per ciascuno dei rintocchi della campana dell'orologio che segna il conto alla rovescia alla mezzanotte del 31 dicembre per dare il benvenuto al nuovo anno. Ogni rintocco di campana e ogni acino rappresentano ciascuno dei prossimi dodici mesi.

## Storia della tradizione
La tradizione risale almeno al 1895 ma si consolidò tra la popolazione nel 1909, quando nel dicembre di quell'anno i viticoltori di Alicante diffusero questa pratica per cercare di vendere grandi quantità di uva della vendemmia. Si affermò così la tradizione per cui mangiare 12 chicchi d'uva porti buona fortuna e prosperità al nuovo anno. In alcune zone inoltre, si credeva anche che questa pratica allontanasse il male. Oggi è perlopiù seguita come tradizione di buon auspicio per il nuovo anno.
I luoghi in cui le persone si ritrovano per mangiare l'uva sono tradizionalmente in casa con la famiglia dopo la cena di Nochevieja ("cena di Capodanno") o nelle principali piazze del paese, essendo la Puerta del Sol di Madrid il luogo più noto, nonché il primo in assoluto, preposto per questa ricorrenza. I dodici acini sono associati anche alla palla del tempo e all'orologio della Casa Reale delle Poste di Puerta del Sol, luoghi simbolo da cui le principali emittenti televisive, inclusa la Televisión Española dal 1962 trasmettono i festeggiamenti per il nuovo anno.
La tradizione è stata adottata anche in luoghi culturalmente legati alla Spagna, come i paesi dell'America Latina, le comunità ispaniche negli Stati Uniti e anche nelle Filippine, in cui a volte si sostituisce l'uva con altri frutti come arance o angurie. Questa tradizione fa parte delle festività natalizie ispaniche.

## Nei media
- In una scena del film Lo sguardo dell'altro di Vicente Aranda (1997), gli ospiti di un veglione scartano delle scatoline-regalo contenenti acini d’uva.